# Christuskirche (Oesterbehringen)

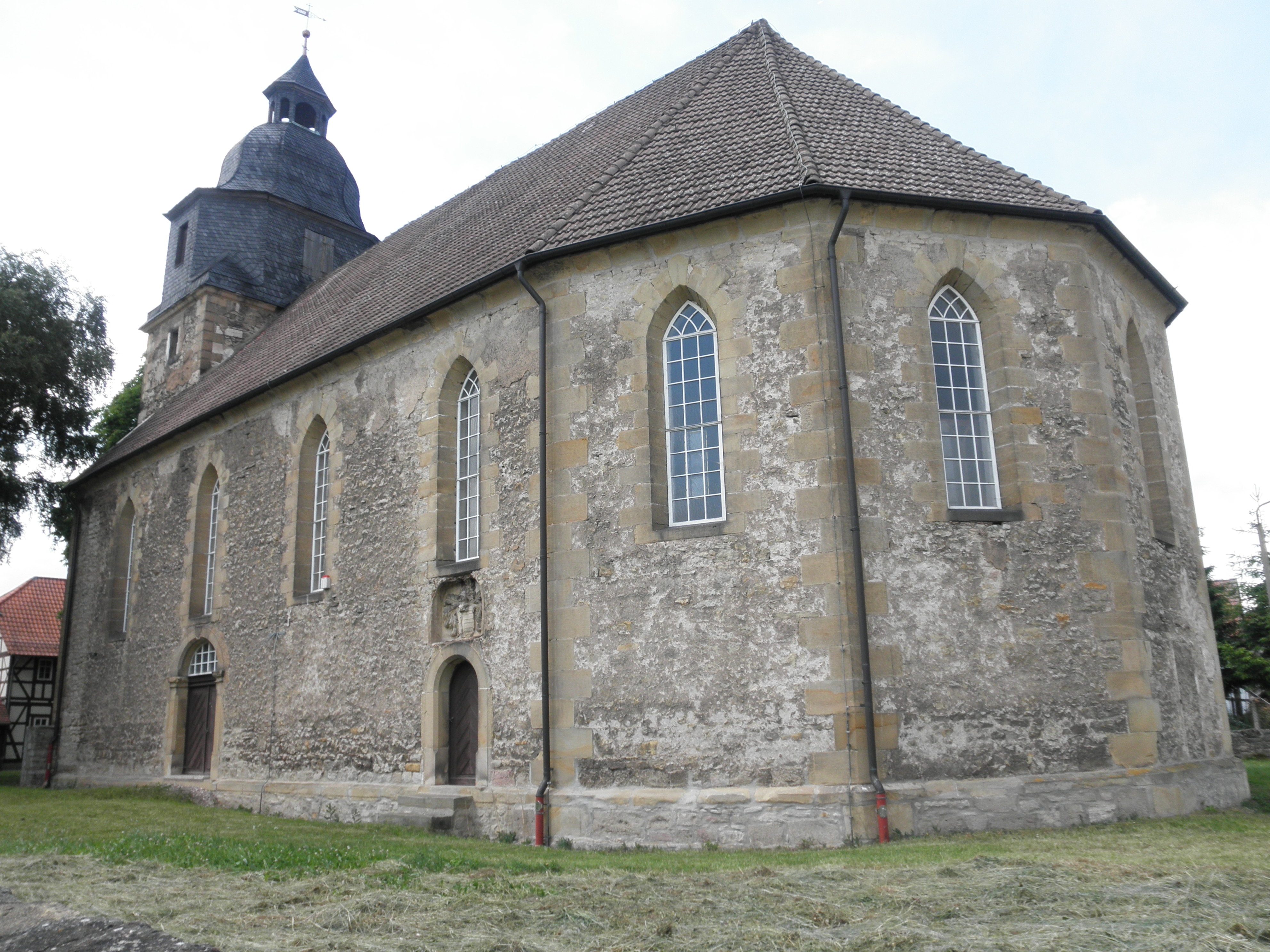
Christuskirche

Die evangelisch-lutherische, denkmalgeschützte Christuskirche steht in  Oesterbehringen, einem Teil von Behringen, einem Ortsteil  der Gemeinde Hörselberg-Hainich im Wartburgkreis von Thüringen. Die Kirche in Oesterbehringen gehört zur Kirchengemeinde Großenbehringen im Kirchengemeindeverband Behringen der Region West des Kirchenkreises Gotha der Evangelischen Kirche in Mitteldeutschland.

## Beschreibung
Die stattliche Saalkirche wurde 1689–1692 erbaut. Das Wappen derer von Wangenheim/Winterstein am südlichen Portal trägt die Jahreszahl 1690. Das mit einem Satteldach bedeckte Langhaus hat im Osten einen 5/12-Schluss. Der Kirchturm im Westen war ursprünglich der mittelalterliche Chorturm. Seine spitzbogige Pforte ist vermauert. Auf seinen steinernen Geschossen sitzt seit 1694 ein schiefergedecktes, oktogonales Geschoss, das eine welsche Haube trägt, die von einer offenen Laterne bekrönt wird. 1768 und 1869 wurde der Helm erneuert. Das Erdgeschoss im Turm hat eine Böhmische Kappe. 
Das Kirchenschiff wird von einem hölzernen Tonnengewölbe überspannt, das durch hölzerne Pfeiler mit Kapitellen gestützt wird. Die Brüstungen der Emporen wurden 1935 bemalt. Die Kirchenausstattung stammt aus der Erbauungszeit. Die verglaste Patronatsloge im Norden sowie das Chorgestühl haben farbig gefasste Arkaden. Ihre Pilaster sind mit Beschlagwerk belegt. Auf die Brüstung der Patronatsloge sind Wappen gemalt. Die Brüstung der Chorschranke besteht aus Baluster. 
Die Kanzel steht auf einer weinumrankten Säule, der Schalldeckel zeigt den auferstandenen Christus. An der Südwand steht in einer rundbogigen Wandnische ein Epitaph für den Erbauer der Kirche, bekrönt von einem Relief aus Stuck mit der Justitia. Die von Johann Valentin Knauf 1825 gebaute Orgel mit 23 Registern, verteilt auf 2 Manuale und Pedal, wurde 1996–2002 durch Orgelbau Waltershausen restauriert. Renovierungen der Kirche fanden 1935 und 1969 statt, die Gesamtrestaurierung 1994.